# 언론인
언론인(言論人, journalist)은 언론 활동을 하여 뉴스를 취급하는 사람이다. 뉴스를 쓰는 기초적인 사람을 기자라고 하며, 뉴스를 논평하는 사람을 논설위원, 논평위원이라고 하며, 뉴스를 소유한 사람을 언론사 사주라고 한다. 언론사 사주는 여론을 형성한다. 정치인이자 언론사 사주인 김성수 제2대 부통령은 “언론은 백성(국민)들의 생각을 조종할 수 있는 가장 큰 수단”이라고 정의했다.

## 같이 보기
- 위키미디어 공용에 언론인 관련 미디어 분류가 있습니다.
- 저널리즘
- 데스크
- 분류:나라별 언론인

1. ↑  《인촌김성수의 애족사상과 그 실천》회고 중.